# Hydroptila thiba
Hydroptila thiba är en nattsländeart som beskrevs av Olah 1989. Hydroptila thiba ingår i släktet Hydroptila och familjen smånattsländor. Inga underarter finns listade i Catalogue of Life.